# Ermita de San Antonio de Martiartu
La ermita de San Antonio de Martiartu es un templo católico de Erandio, Vizcaya, España, bajo la advocación de San Antonio de Padua. Se encuentra en la zona de Martiartu, en el barrio de Goierri, junto a los restos de la torre de Martiartu, y cerca de los caseríos Bolue, Martusarri, Gallorta y Etxebarri.

## Descripción
Su planta es rectangular, de 9,15 por 8,70 metros, salvo por el ábside trapezoidal de 3,70 metros de lado. Los muros son de mampostería vista, con esquineros de sillería. La cubierta es a dos aguas, salvo la del ábside, a tres aguas, y tiene pórtico ante la puerta del lado Noroeste. La puerta del lado Noreste quedó ciega. Tiene dos vanos en el lado Suroeste.
La espadaña, de un vano con campana, estaba rematada por una pequeña cruz de hierro.
La fachada principal tiene un escudo cuartelado (en el primer cuartel, un lobo y debajo cinco panelas en sotuer, y una flecha atravesando la del medio, que es una modalidad de las armas de Asúa; en el segundo, árbol raigado y un lobo atado a él con una cadena, que son las armas de Guecho; en el tercero, árbol del que cuelgan unas cadenas con dos calderas, y al pie ondas de agua, que son las armas de Martiartu, y en el cuarto, un lobo con la cabeza vuelta, cebado en un cordero que tiene en el lomo, y al pie ondas de agua). Bajo el escudo tiene la inscripción:

ESTA HERMITA HIZO HACER POR SU DEBOCION

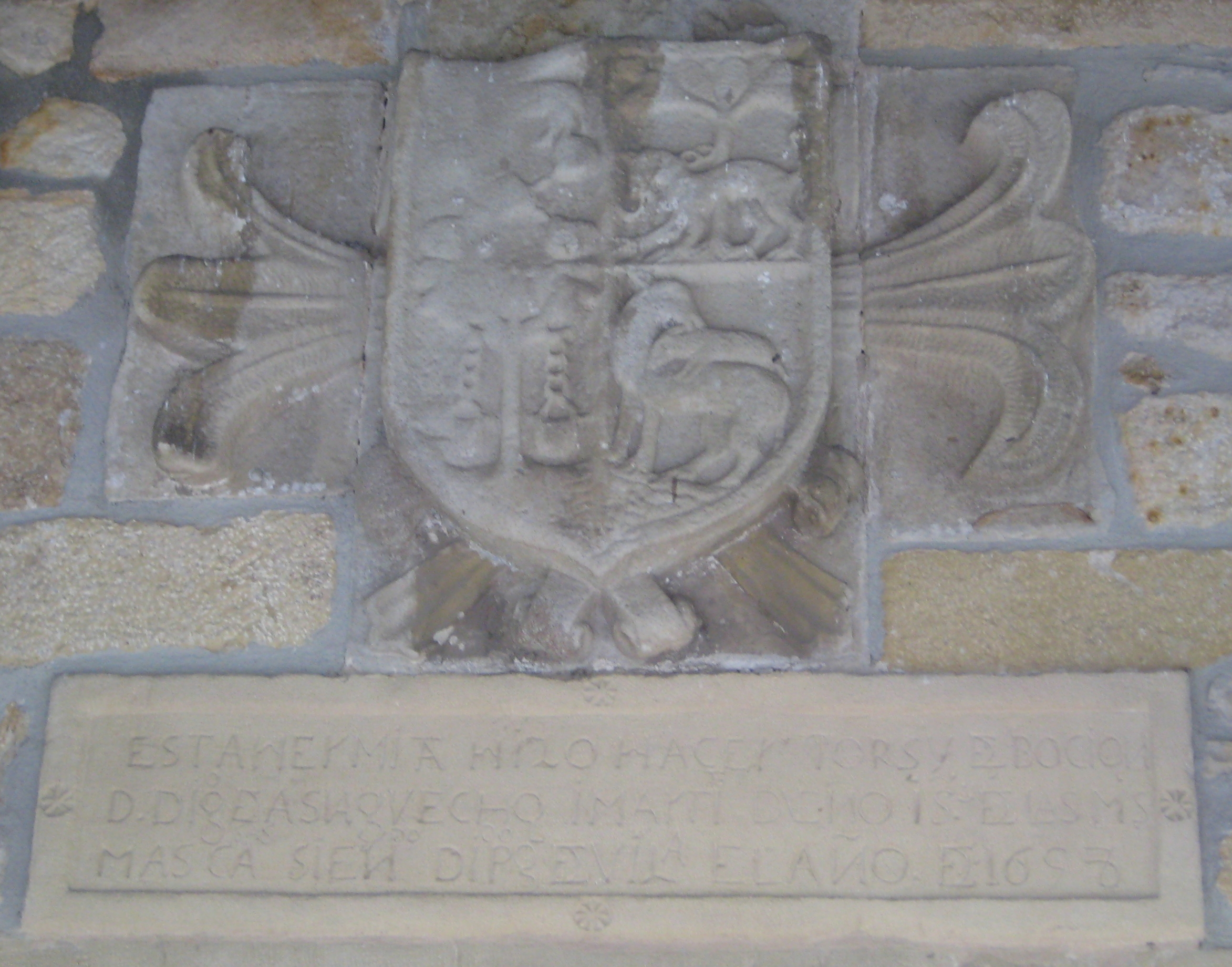
Escudo e inscripción de la fachada

D. DIgo DE ASVA GVECHO I MARTTU DVEÑO I Sr. DE LAS MIS

MAS CASAS SIENDO DIPUDO DE VIZA. EL AÑO DE 1658..

El pavimento es de baldosas de tierra cocida.
Dentro se guarda la imagen de San Antonio de Padua.

## Uso

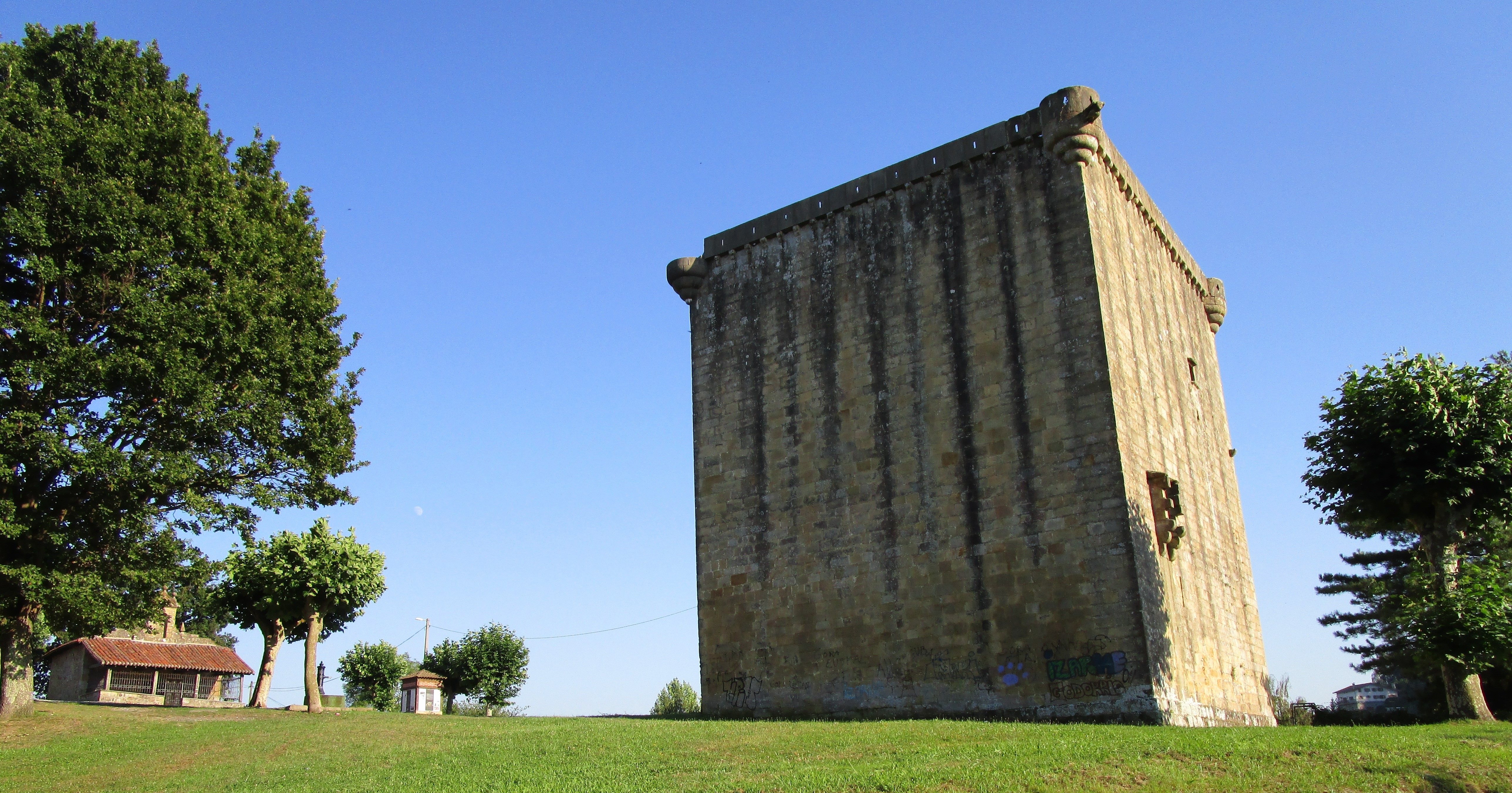
Ermita y Torre de Martiartu

El 13 de junio, festividad de San Antonio de Padua, se celebra misa y romería.